# Широченки
Широче́нки (рос. Широченки) — присілок у складі Котельницького району Кіровської області, Росія. Входить до складу Покровського сільського поселення.
Населення становить 2 особи (2010, 2 у 2002).
Національний склад станом на 2002 рік — росіяни 100 %.